# طالع اگر مدد دهد دامنش آورم به کف
غزلی با مطلع «طالع اگر مدد دهد دامنش آورم به کف»، غزل شمارهٔ ۲۹۶ از دیوانِ حافظ در تصحیحِ محمد قزوینی و قاسم غنی است.

## در اجراها
عبدالوهاب شهیدی در برنامهٔ شمارهٔ ۱۰۵ از مجموعهٔ گل‌های تازه این غزل را در گوشهِ شوشتری اجرا کرده‌است.